# 寧徳駅
寧徳駅（ねいとくえき）は、中華人民共和国福建省寧徳市蕉城区にあり、南昌鉄道局に帰属し、2009年9月28日に、温福線の開業と同時に開業し、2017年7月から2018年1月末まで、水寧鉄道へのアクセスを改善するために、駅は3番目のプラットフォームとコンクリートの天蓋と2つの新しい歩行者用トンネルを建設した。

## 駅構内
寧徳駅は市の東部で最大の鉄道駅であり、温福線の福建地区で最大の旅客を持ち、鉄道部と福建省と寧徳市が共同で投資し、中南建築設計院が設計し、中国鉄道建設グループが建設し、総投資額は約2億9千万元。寧徳駅の総建設面積は18,436平方メートルで、高さは27.4メートルで、明るい色の基調講演、斜めの支柱が付いたドアの開口部、本館の大きな屋根など、地域の特徴がある。「屋根付きの家の橋」の建築的特徴である。
駅の切符売り場は駅の右側にあり、セルフサービスの券売機と手動の発券窓口がある。待合室は駅の中央に位置し、2階に分かれており、最高の集会数は1200人である。2階の待合室は1駅と面一であり、1階の待合室はトンネルを通って他の中間駅に入ることができる。

### 駅構内
寧徳駅は、始点に2面6線であり、通貨線に2線を確保した。 駅のプラットフォームの長さは500メートルで、そのうちの1つの駅の幅は15メートルで、中間のプラットフォーム（2番目のプラットフォームとも呼ばれます）は幅10.6メートルで、大スパン鋼トラス構造キャノピー覆われる。2017年に、水寧鉄道と協力するために、駅構内にコンクリート製の天蓋で覆われた3番目のプラットフォームが新たに建設されました。
| 2F | 3番ホーム              | 杭深線 深圳北方向（ 羅源 ）                                                    |
| 2F | 島のプラットフォーム   |                                                                                |
| 2F | 2番ホーム              | 杭深線 深圳北方向（ 羅源 ）                                                    |
| 2F | 通過線                 | 杭深線 下り列車                                                                |
| 2F | 通過線                 | 杭深線 上り列車                                                                |
| 2F | 1番ホーム              | 杭深線 杭州東方向（ 福安 ）                                                    |
| 2F | サイドプラットフォーム |                                                                                |
| 2F | 駅舎                   | 2階待合室、改札                                                                |
| 1F | 駅舎                   | アウトバウンド、インバウンド、チケット販売、待機、チェックイン、オフィスエリア |
| 1F | トラフィックを接続する | 駐車場、バス停                                                                 |

## 隣の駅
中国国鉄
温福線
福安駅　-　寧徳駅　-　羅源駅

## 参考資料
1. 1 2 3  温福铁路宁德段风采——五火车站各有特色，宁德网，2009-6-27 存档，存档日期2010-05-01.
2. ↑  宁德市区离火车站究竟有多远，宁德网，2009-10-14[リンク切れ]
3. 1 2  “衢宁铁路宁德火车站改造工程取得重大进展”. 东南网宁德频道. (2018年2月1日)
4. 1 2 3  “従数字看温福高鉄”. 宁德网. (2009年7月1日)
5. ↑  “宁德火车站:古典外形体现廊桥神韵”. 中华人民共和国国家旅游局. (2008年7月1日)[リンク切れ]
6. ↑  张伟韦 (2008-12). 新建铁路宁德站房无台柱雨棚钢结构、金属屋面施工组织设计. 中铁建设集团有限公司宁德站房项目部.